# Cantonul Vaud
Cantonul Vaud (Waadt) (în franceză: Canton de Vaud), unul dintre cele 26 de cantoane ale Elveției, situat în sud-vestul țării, face parte din regiunea francofonă a țării. Capitala sa este la Lausanne. Nici un alt canton elvețian nu este, probabil, atât de variat sub aspectul peisajelor.

## Geografie
Cantonul se întinde între Lacul Neuchâtel în nord, unde se mărginește cu cantonul Neuchâtel și Lacul Geneva în sud, unde se învecinează cu cantonul Geneva, Haute-Savoie (graniță lacustră cu Franța) și cantonul Valais. În Munții Jura în vest, cantonul se mărginește cu departamentele franceze Ain, Jura, și Doubs. La est se mărginește cu cantoanele Fribourg și Berna. Suprafața totală este de 3 212 km².
În nord se găsește o exclavă înconjurată de cantonul Fribourg și Lacul Neuchâtel, unde se află orașul Avenches. Pe de altă parte, două enclave ale cantonului Fribourg și două ale cantonului Geneva sunt complet înconjurate de Vaud.
Zonele din sud-est sunt muntoase, făcând parte din Alpii elvețieni. Ghețarul Diablerets, aflat la 3 210 m, se află în acești munți, unde se găsesc și câteva destinații populare printre schiori, cum ar fi Villars, Les Diablerets și Leysin. Zona centrală e formată în schimb din morene, și este prin urmare deluroasă. De-a lungul lacurilor se află zone de câmpie.
Terasele viticole din districtul Lavaux au fost înscrise în anul 2001 pe lista patrimoniului mondial UNESCO.

## Istorie
Pe țărmul lacurilor s-au descoperit urme datând din perioada preistorică. Mai târziu, tribul celt al helveților s-a stabilit în zonă. Aceștia au fost înfrânți de armatele lui Iulius Caesar în 58 î.Hr., ducând la colonizarea romană a regiunii. Două dintre cele mai importante orașe înființate de aceștia sunt Vevey (Viviscus) și Lausanne (Lausonium sau Lausonna).
În 27 î.Hr. statul Civitas Helvetiorum a fost stabilit în jurul capitalei Avenches (Aventicum). Astăzi, în jurul orașului se mai pot vedea încă numeroase ruine romane. Între secolele al II-lea și al IV-lea zona a fost invadată în repetate rânduri de triburile alemanice. În secolul al V-lea burgunzii au ocupat regiunea, fiind înlocuiți mai apoi de francii merovingieni. Ocupația lor nu a durat mult timp, în 888 actualul canton Vaud intrând în componența Imperiului Carolingian. În 1032 Zähringenii din Germania i-au înfrânt pe burgunzi, fiind succedați, în 1218, de conții de Savoia. Regiunea a primit atunci unitatea politică ce i-a permis să devină ceea ce astăzi este cantonul Vaud. O porțiune întinzându-se între Attalens și râul Sarine, în nord, a fost absorbită de cantonul Fribourg.
Pe măsură ce puterea Savoiei intra în declin la începutul secolului al XV-lea, ținutul a fost ocupat de trupele berneze. Până în 1536 regiunea era complet anexată. Reforma a fost inițiată de colaboratorii lui Jean Calvin, cum ar fi Pierre Viret, incluzând aici o faimoasă dezbatere la catedrala din Lausanne; însă a fost implementată decisiv atunci când Berna și-a folosit întreaga forță în acest scop. Ocupanții bernezi nu erau bine văzuți de populație, și de aceea trupele revoluționare franceze au fost primite cu mult entuziasm în 1798. Francezii au ieșit victorioși, declarând o Republică Lemanică. Aceasta a fost repede transformată într-un canton, Léman, care, în 1803, s-a alăturat Confederației elvețiene.
Constituția actuală datează din 14 aprilie 2003, înlocuind-o pe cea din 1885. În secolul al XIX-lea, cantonul Vaud a fost un aprig oponent al mișcării separatiste catolice (Sonderbund).

## Economie
Capitala Lausanne este orașul principal al cantonului. În zonă este concentrată industria ușoară.
În 1998, 71,7% dintre muncitori lucrau în sectorul terțiar, iar  20,8% în cel secundar.
Cantonul este al doilea producător de vin din Elveția. cea mai mare cantitate este vin alb, iar majoritatea plantațiilor de viță-de-vie se află pe malurile Lacului Geneva. Sfecla de zahăr este cultivată în jurul orașului Orbe, tutunul în Valea La Broye iar fructele la poalele Munților Jura. Creșterea vitelor și pășunatul sunt des întâlnite în Alpi și în Munții Jura. La Bex se găsește o mină de sare. Turismul este o activitate importantă în multe localități de pe malurile Lacului Geneva. Printre stațiunile cele mai importante se numără Lausanne, Montreux și Vevey.

## Demografie
Populația este în principal francofonă și protestantă.
Principalele centre urbane sunt: Lausanne (approx. 275 000 de locuitori în 2000), Montreux-Vevey (70 000 de locuitori) și Yverdon-les-Bains. Regiunea din jurul Nyonului este de obicei considerată ca făcând parte din aglomerația urbană a Genevei. Toate aceste localități sunt pe Lacul Geneva, cu o singură excepție, Yverdon, aflat pe Lacul Neuchâtel.
Alte orașe importante sunt: Morges, Renens, Rolle.